# Solsystemets invariabla plan
Solsystemets invariabla plan betecknar inom astronomin det plan som definieras som det normalplan till solsystemets rörelsemängdsmoment (impulsmoment) som går genom solsystemets masscentrum. Begreppet härrör från De systeme du monde av Pierre Simon de Laplace, publicerat i Oeuvres Complètes (fullständiga verk) 1878.
Det invariabla planet har, enligt Souami och Souchai 2012, en inklination i förhållande till J2000 på 1° 34' 43,3" och med den uppstigande nodens longitud vid 107° 34' 56". I förhållande till ICRF är dessa värden 23° 0' 31,9" respektive 3° 51' 9,4".

## Teoretisk bakgrund
Enligt Laplace kunde solystemet betraktas som ett fritt flerkropparssystem utan inblandning av yttre störningskällor. Sålunda skulle dess rörelsemängdsmoment (i förhållande till systemets masscentrum och i förhållande till fixstjärnorna) vara konstant och normalplanet mot rörelsemängdsmomentvektorn vara stabilt och vara det referensplan som himlakroppar inom solsystemet skulle jämföras med. Sålunda är det totala rörelsemängdsmomentet,{\displaystyle \mathbf {L} _{tot}}, för systemet lika med summan av de olika kropparnas enskilda rörelsemängdsmoment, det vill säga:
{\displaystyle \mathbf {L} _{tot}=\sum _{j=1}^{N}\mathbf {L} _{j}=\sum _{j=1}^{N}m_{j}\cdot \mathbf {r} _{j}\times \mathbf {\dot {r}} _{j}}
en summa över {\displaystyle N} kroppar där {\displaystyle m_{j}} betecknar massan för kropp {\displaystyle j}, medan {\displaystyle \mathbf {r} _{j}} betecknar riktningsvektorn till kropp {\displaystyle j} från det gemensamma masscentret och {\displaystyle \mathbf {\dot {r}} _{j}} betecknar hastighetsvektorn för kropp {\displaystyle j} ({\displaystyle \times } betecknar kryssprodukten). Och det invariabla planet är alltså det plan som är normalplan mot denna vektor {\displaystyle \mathbf {L} _{tot}} genom systemets masscentrum.

## Planeterna och några andra himlakroppar i förhållande till det invariabla planet
Tabellen bygger på data från Souami och Souchai 2012 (tabellerna 8 och 9). Med bidrag avses den procentuella andelen av solsystemets totala rörelsemängsdmoment.
| Himlakropp    | Bana               | Bana                  | Bana               | Bana                  | Bidrag (%) | Bidrag (%) |
| Himlakropp    | Inklination mot    | Inklination mot       | Uppstigande nod    | Uppstigande nod       | Bidrag (%) | Bidrag (%) |
| Himlakropp    | Ekliptikan J2000.0 | Det invariabla planet | Ekliptikan J2000.0 | Det invariabla planet | min.       | max.       |
| ------------- | ------------------ | --------------------- | ------------------ | --------------------- | ---------- | ---------- |
| Solen         | -                  | -                     | -                  | -                     | <0,001     | 0,139      |
| Merkurius     | 7,01°              | 6,35°                 | 48,12°             | 32,22°                | 0,003      | 0,003      |
| Venus         | 3,38°              | 2,15°                 | 76,63°             | 52,31°                | 0,058      | 0,060      |
| Jorden+Månen* | 0,01°              | 1,57°                 | 10,62°             | 284,51°               | 0,085      | 0,087      |
| Mars          | 1,85°              | 1,67°                 | 49,47°             | 352,95°               | 0,011      | 0,013      |
| Jupiter       | 1,30°              | 0,32°                 | 100,49°            | 306,92°               | 61,369     | 61,516     |
| Saturnus      | 2,49°              | 0,93°                 | 113,65°            | 122,27°               | 24,926     | 24,957     |
| Uranus        | 0,77°              | 0,99°                 | 74,00°             | 308,44                | 5,406      | 5,407      |
| Neptunus      | 1,77°              | 0,73°                 | 131,78°            | 189,29°               | 7,994      | 7,994      |
| Pluto         | 17,14°             | 15,55°                | 110,30°            | 107,06°               | 0,001      | 0,001      |
| Ceres         | 10,62°             | 9,20°                 | 81,25°             | 73,55°                | <0,001     | <0,001     |
| Pallas        | 34,43°             | 35,06°                | 173,97°            | 172,52°               | <0,001     | <0,001     |
| Vesta         | 5,58°              | 7,13°                 | 104,33°            | 100,11°               | <0,001     | <0,001     |

* = För jorden och månen avser värdena deras gemensamma masscentrum.